# Старокиївська вулиця
Староки́ївська ву́лиця — вулиця в Шевченківському районі міста Києва, місцевість Шулявка. Пролягає від вулиці Віктора Ярмоли до вулиці Богдана Гаврилишина.
Прилучається Кирило-Мефодіївська вулиця.

## Історія
Вулиця виникла в останній чверті XIX століття. Спочатку складалася з Ханської вулиці (пролягала від теперішньої вулиці Віктора Ярмоли до Кирило-Мефодіївської вулиці) і Всеволодівської вулиці (пролягала до Лагерної вулиці, теперішня Ростиславська вулиця).
Сучасна назва — з 1938 року; спочатку в межах Ханської вулиці, у 1952 році до неї приєднано Всеволодівську вулицю. У 1950–60-ті роки відрізок Старокиївської вулиці між колишньою Ханською вулицею (мала свого часу також назви — вулиця Євгенії Бош, Новотабірна) і сучасною Ростиславською вулицею ліквідовано у зв'язку із промисловим будівництвом, водночас змінено її напрямок — до неї приєднано частину згаданої Новотабірної вулиці, після чого вулиця набула нинішньої Г-подібної форми.

## Установи та заклади
- Публічне акціонерне товариство «Науково-виробниче об'єднання «Київський завод автоматики» (буд. № 10-г).

## Зображення

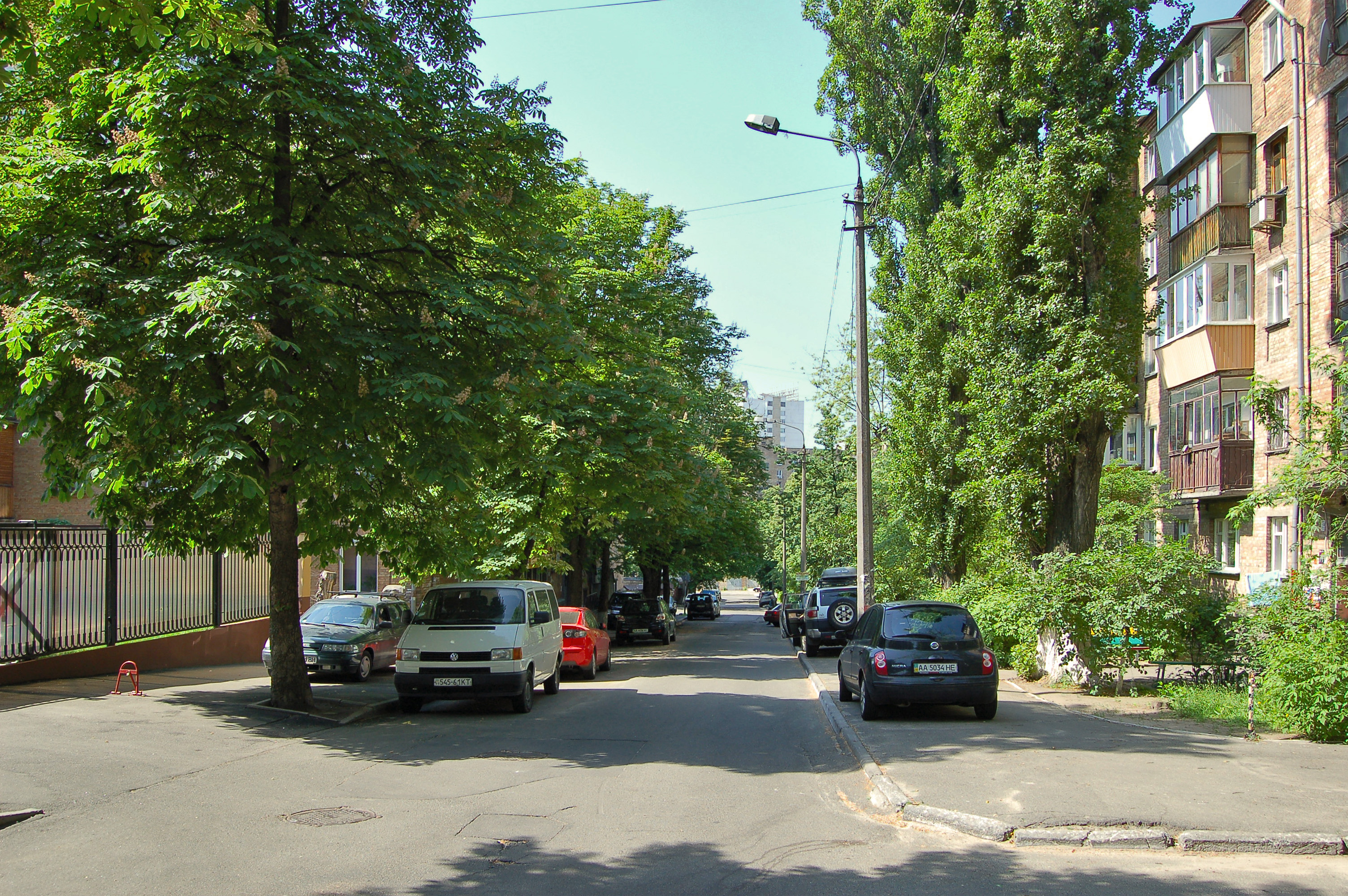
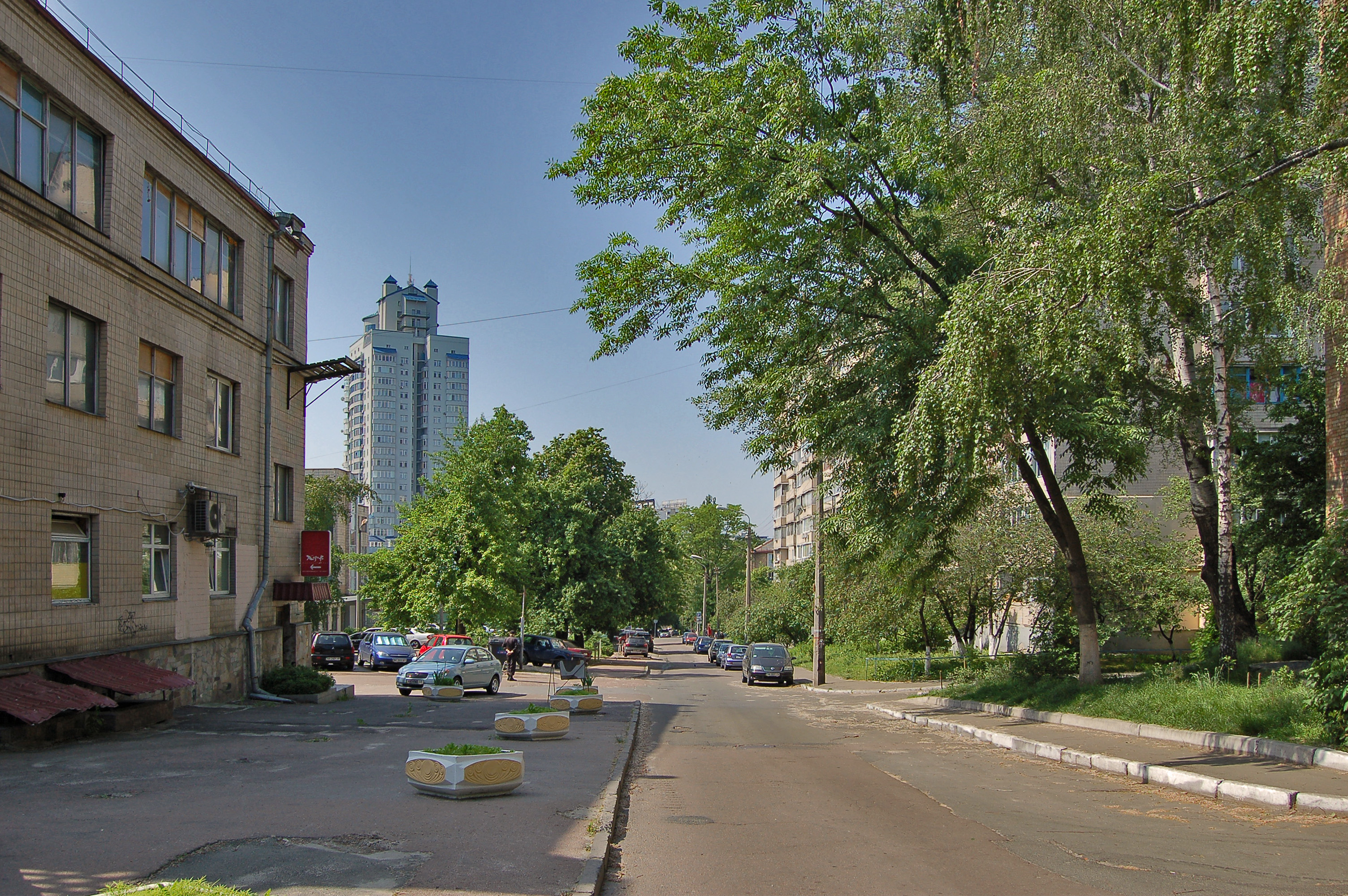
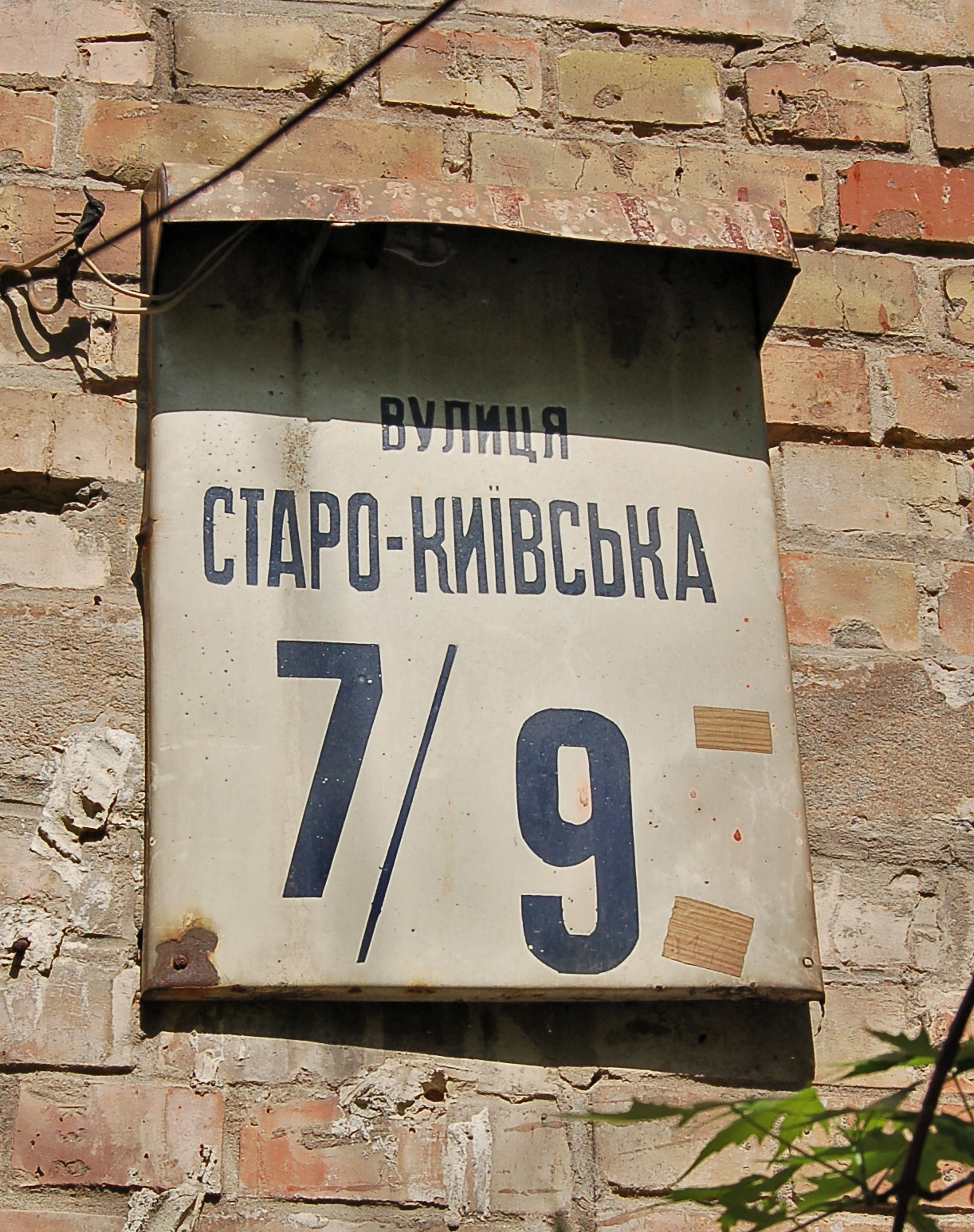
Стара адресна табличка з дефісом у назві вулиці